# Stenografie
Stenografia este o tehnică de scriere foarte rapidă printr-un sistem de scriere simplificat, cu ajutorul căruia se poate nota vorbirea cu viteza cu care este rostită. 
Cu toate că există o multitudine de mijloace moderne de înregistrare a convorbirilor, stenografia rămâne suverană întrucât nu este dependentă de aparatura electromecanică care se poate defecta în orice moment.
Înlocuirea alfabetului latin cu unul mai rapid își găsește utilizarea în multe domenii de activitate: în munca administrativă și de secretariat; în activitatea studenților la cursurile universitare (luarea notițelor la cursuri concomitent cu perfecționarea stenografiei).

## Stenografia în România
Sistemul stenografic utilizat în România, pentru limba română, este sistemul lui Henri Stahl (1877-1942), creat în 1908 și perfecționat de fostul său elev, Aurel Boia (1913-1998, poet și traducător, care a adus contribuții la limba artificială esperanto). 
Este un sistem de scriere rapidă prin strângerea cuvintelor și expresiilor (gr.: στενός + γραφή – "stenos" = îngustă, strânsă sau scurtată + "grafế" = scriere), utilizând un schelet consonantic întocmit pe baza frecvenței și combinațiilor sunetelor în română și este alcătuit din 24 de semne grafice.
Sistemul stenografic "Henri Stahl" poate fi utilizat cu succes, cu o viteză de scriere de până la 180 cuvinte pe minut și poate fi folosit, cu rezultate bune, și pentru alte limbi.